# Cyrielle Duhamel
Cyrielle Duhamel (Lens, 6 de enero de 2000) es una deportista francesa que compite en natación. Ganó una medalla de bronce en los Juegos Olímpicos de la Juventud de 2018 y una medalla de bronce en el Campeonato Mundial Junior de Natación de 2017, ambas en la prueba de 200 m estilos.